# Edred John Henry Corner
Edred John Henry Corner ( 12 de enero de 1906 - 14 de septiembre de 1996) fue un botánico inglés que ocupó los puestos de asistente director en el Jardín Botánico de Singapur, de 1926 a 1946; y profesor de Botánica Tropical en la Universidad de Cambridge de 1949 a 1973.
Sus estudios de la Morfología seminal le permitieron formular la teoría del durio sobre el origen de las fanerógamas. Fue un experto en el género Ficus y en la familia de las palmas, y un distinguido micólogo, habiendo publicado Boletus in Malaysia en 1972.

## Controversia
Fue una figura controversial, visto por algunos como un colaboracionista con los japonenses durante la Segunda Guerra Mundial ocupación de Singapur. De facto se le ofreció la chance de continuar su obra en el Jardín botánico de Singapur, a instancias del desplazado gobernador británico, Sir Shenton Thomas, y al ser tratado por los japoneses como un enemgo aliado, se le requirió el uso de una estrella roja en sus ropas. Sus historias de esa época están contenidas en The Marquis - A Tale Of The Syonan-to (1981). También escrribió una Biographical Memoir del Emperador Hirohito para la Royal Society.
Corner ganó alguna notoriedad entre los círculos creacionistas en años recientes por una frecuentemente remarcada cita: "...pero aún pienso desprejuiciadamente, que los registros fósiles de plantas están a favor de una creación especial." La cita completa es:

La teoría de la evolución no es exactamente la teoría del origen de las especies, aunque es la única explicación de hecho que los organismos puedan ser clasificados en jerarquías de afinidad natural. Mucha evidencia puede aducirse en favor de la teoría de la evolución - de la Biología, Biogeografía y de la  Paleontología, pero aún pienso  desprejuiciadamente, que los registros fósiles de plantas están a favor de una creación especial. Si, sin embargo, pudiesen encontrarse otras explicaciones para estas jerarquías de clasificación, podrían convertirse en la humillación de la teoría de la evolución. ¿Se puede uno imaginar como una orquídea, un camalote, una palmera vienen del mismo ancestro, y tenemos alguna evidencia de esta hipótesis?  Un evolucionista debe estar preparado con una respuesta, pero pienso que se quebraría ante una exhaustiva requisitoria.
Textos de engaño. Una serie de más y más plantas complicadas se introducen -  alga, hongo,  briófita, y demás, y se agregan ejemplos de manera ecléctica para explicar una u otra teoría - y así se realiza la presentación de la evolución. Si el universo de plantas consistiera únicamente de esos pocos tipos encontrados en los textos de la Botánica estándar,  la idea de la evolución nunca podría caerse, ya que los backgrounds de esos libros de texto son de países templados con, a lo máximo, pobres lugares para estudiar la vegetación del planeta.  El punto, por supuesto, es que hay miles y miles de especies vivientes, predominantemente tropicales, que no entran en la Botánica general, aunque son los puentes con los cuales los taxónomos construyeron su templo de la evolución, y son los mismos que se adoran?"
E.J.H. Corner 1961, de 'Evolution', p. 97, en "Contemporary Botanical Thought", Anna M. Macleod,  L. S. Cobley (editors), Oliver & Boyd, para la Sociedad Botánica de Edinburgo

## Honores

### Epónimos
Muchas especies se nombraron en su honor:
- Anisophyllea corneri
- Calamus corneri
- Eria corneri
- Platyscapa corneri

### Galardones
- Medalla Darwin, 1960
- Medalla Dorada Linneana, 1970
- International Prize for Biology de Japón, 1985

## Algunas publicaciones

### Libros
- Corner EJH (1966). Natural History of Palms. University of California Press. Berkeley.
- Corner EJH (1972). Boletus in Malaysia. Government Printing Office/Botanic Gardens, Singapore.
- Corner EJH (1976). The Seeds of Dicotyledons. Cambridge University Press.
- Corner EJH (1952). Wayside trees of Malaya. Singapore publishing.

- La abreviatura «Corner» se emplea para indicar a Edred John Henry Corner como autoridad en la descripción y clasificación científica de los vegetales.[3]